# M 4 (MSBS)
Die M 4 waren französische ballistische Atomraketen, die auf U-Booten stationiert waren (Mer-Sol Balistique Stratégique, Abk. MSBS). Die dreistufigen Feststoffraketen waren eine komplette Neuentwicklung und sind technisch mit ihren Vorgängern nicht verwandt. Der Erstflug fand im November 1980 statt. Bis 1984 folgten weitere 13 landgestützte Teststarts. Die im Vergleich zu ihren Vorgängern vom Typ M 20 fast doppelt so schweren Raketen wurden 1985 gemeinsam mit der L'Inflexible in Dienst gestellt.
Bis auf Le Redoutable wurden anschließend alle U-Boote der Redoutable-Klasse für den Einsatz der neuen Raketen umgebaut.
Neben dem Dreistufenkonzept ist der entscheidende Unterschied zu den älteren französischen nuklearen U-Boot-Raketen, dass erstmals Mehrfachsprengköpfe (MIRV) zum Einsatz kamen. Die Raketen waren nicht mehr mit einem einzelnen Gefechtskopf bewaffnet, sondern besaßen sechs autonome Sprengköpfe. Die Sprengköpfe vom Typ TN-71 besaßen jeweils eine atomare Sprengkraft von 150 kT.
Die M 4 wurde in zwei Versionen gebaut:
- Die M 4A hatte eine Flugweite von 4.000 km. 16 Raketen wurden gebaut.
- Die M 4B hatte eine Flugweite von 5.000 km. 48 Raketen wurden gebaut.

Als Nachfolger wurde 1997 gemeinsam mit den neuen U-Booten der Triomphant-Klasse die M 45 eingeführt. Die Raketen tragen sechs TN-75 Sprengköpfe zu je 100 kT. Die wichtigsten Innovationen der 6.000 km weit reichenden Raketen sind eine erhöhte Widerstandskraft gegen Elektronische Gegenmaßnahmen, eine erhöhte Unempfindlichkeit gegen EMP und Stealth-Eigenschaften der Wiedereintrittskörper.
Anfang der 1990er wurde die Entwicklung der M 5 als Nachfolger der M4-Raketen beschlossen. Die 11.000 km weit fliegende Interkontinentalrakete wurde aber aus Kostengründen vereinfacht und zur M 51 zurückentwickelt. Der erste Testflug einer M 51 wurde am 9. November 2006 erfolgreich durchgeführt.
Die M 4-Raketen sind inzwischen nicht mehr im Dienst.

## Technische Daten
| Kenngröße     | Daten                                          |
| ------------- | ---------------------------------------------- |
| Hersteller    | Aérospatiale                                   |
| Land          | Frankreich                                     |
| Länge         | 11 m                                           |
| Durchmesser   | 1,92 m                                         |
| Gewicht       | 36.000 kg                                      |
| Reichweite    | 4.000 km (M 4B: 5.000 km)                      |
| Antrieb       | dreistufiger Feststoffraketenmotor             |
| Steuerung     | Trägheitsnavigation                            |
| Gefechtsköpfe | 6 nukleare autonome Sprengköpfe TN-71 â 150 kT |